# Yaprak Özdemiroğlu
Yaprak Özdemiroğlu (* 14. August 1963 in Ankara) ist eine türkische Schauspielerin und Balletttänzerin.

## Leben und Karriere
Özdemiroğlu wurde am 14. August 1963 in Ankara geboren. Ihr Vater ist der türkische Komponist Attila Özdemiroğlu. Sie studierte an der Universität Istanbul. 1981 zog sie nach Istanbul und begann in verschiedenen Filmen und Fernsehserien mitzuspielen. Ihre letzte Rolle war 2002 in der Serie Üzgünüm Leyla.
1993 heiratete sie den Musiker İskender Paydaş. Diese Ehe endete jedoch im Jahr 2000 und das Paar ließ sich scheiden. 2001 heiratete Özdemiroğlu das ehemalige Model Murat Erbelger und 2010 ließ sich das Paar scheiden.

## Filmografie
- 1981: Hababam Sınıfı Güle Güle
- 1981: Şöhretin Sonu
- 1982: Alişan
- 1982: Dolap Beygiri
- 1983: Beyaz Ölüm
- 1983: Feryat
- 1983: Şekerpare
- 1984: Çaresizim
- 1984: Çılgın Arzular
- 1984: Damga
- 1984: Dil Yarası
- 1984: Fırtına Gönüller
- 1984: Sevmek Yeniden Doğmak
- 1985: Gülüşan
- 1986: Merdoğlu Ömer Bey
- 1986: Yarın Ağlayacağım / Erkekler de Ağlar
- 1987: Yalnız Kadın
- 1988: Arkadaşım Şeytan
- 1994: Zontellektüel Abdullah
- 2000: Üzgünüm Leyla
- 2002: Kumsaldaki İzler